# Lepší než život (kniha)
Lepší než život (anglicky Better Than Life) je druhý ze čtyř humoristických vědeckofantastických románů ze série Červený trpaslík, které napsali Rob Grant a Doug Naylor. Kniha vyšla v originále v roce 1991 a je prošpikována absurdním humorem.
Česky knihu vydalo nakladatelství Argo v roce 2003 v překladu Ladislava Šenkyříka. V roce 2020 vyšla v Argu v souhrnném vydání nazvaném Červený trpaslík – omnibus.
Autoři Grant a Naylor dlouhodobě spolupracují, v osmdesátých letech se živili 3 roky jako tvůrci seriálu Spitting Image, pro rozhlasovou stanici Radio Four napsali Son of Cliché a vytvořili kultovní seriál Červený trpaslík.
Autoři v prologu objasňují:
Jednou z postav tohoto románu je Čas. Provádí zvláštní věci: stěhuje se divnými rychlostmi v roztodivných směrech. Nevěřte Času. Čas vás nakonec vždycky dostane.
První část příběhu se odehrává ve virtuálním světě – ve hře s názvem Lepší než život.
V knize se objevuje ekologické téma zdevastované planety Země, v době kolonizace a osídlení Sluneční soustavy je Země vybrána jako planeta, která bude sloužit jako smetiště pro ostatní osídlené světy (část třetí: Svět odpadků).

## Námět
Druhé pokračování knižní série Červený trpaslík představuje čtenářům další příhody party vesmírných břídilů Listera, Krytona, Rimmera a Kocoura. Společně se ocitnou v nejdokonalejší počítačové hře Lepší než život (LNŽ), která má pouze jedinou chybičku: je tak návyková, že z ní nelze uniknout zaživa. Ovšem smrt ve vesmíru nemusí mít pouze nevýhody, o čemž by mohl vyprávět hologram Rimmer...

## Kapitoly
- Prolog
- Část první: Konec hry
- Část druhá: Trefa
- Část třetí: Svět odpadků
- Část čtvrtá: Konec, a co bylo potom

## Postavy
- Dave Lister – poslední žijící člověk
- Kryton – sanitární mechanoid
- Kristina Kochanská – v LNŽ manželka Listera
- Arnold Rimmer – hologram
- Kocour – tvor vyvinuvší se z kočky
- Holly – palubní počítač Červeného trpaslíka s IQ 6 000
- Jim – v LNŽ syn Listera
- Bexley – v LNŽ syn Listera
- Bert – v LNŽ policista v Bedford Falls
- pan Mulligan – v LNŽ obchodník s hračkami v Bedford Falls
- Henry – v LNŽ bezdomovec v Bedford Falls
- Ernest – v LNŽ zvuková vlna, původně člověk, kterému bylo zabaveno tělo, když po zvednutí úroků nedokázal zaplatit splátky hypotéky na něj
- Tonto Jitterman – v LNŽ kriminálník, bratr Jimmyho Jittermana (v realitě psychopatický hipísácký vrah z románu Mladý, zlý a nebezpečný, který Rimmer v mládí četl)
- Jimmy Jitterman – v LNŽ kriminálník, bratr Tonta Jittermana
- Juanita Chicata – v LNŽ nejžádanější modelka a manželka Rimmera (v realitě manželka Rimmerova bratra Franka)
- Helena – v LNŽ druhá manželka Rimmera (v realitě jeho matka)
- Kulka Heinman – v LNŽ vězeňský bachař (v realitě Rimmerův učitel tělocviku)
- Trixie LaBouche – v LNŽ prostitutka, její tělo dostane Rimmer
- John Ewe – pilot popelářské kosmické lodi
- Valter Holman – muž, který zastřelí vlastní křeslo poté, co mu svedlo jeho manželku
- polymorf – tvor vyvinuvší se z GELFů (Genetically Engineered LifeForm), v knize jako Gužifové (geneticky upravené životní formy)
- mluvící toustovač – laciný červený toustovač v hodnotě 19,99 librodolarů bez čipu víry. Je posedlý opékáním a vnucováním čerstvého pečiva, je drzý a neomalený.

## Děj

### Konec hry
Lister, Kocour a Rimmer se ponořili na palubě Červeného trpaslíka do smrtelně návykové hry Lepší než život (LNŽ), která v maximální míře uspokojuje jejich potřeby a touhy. Lister tráví čas v městečku Bedford Falls (vypadá přesně jako stejnojmenné město z Listerova oblíbeného filmu od Franka Capry It's a Wonderful Life), kde je neustále Štědrý den a on má po boku Kristine Kochanskou, ženu svých snů, a syny Jima a Bexleyho. Rimmer je multimiliardářem utápějícím se v luxusu a přízni nezletilých dívenek, jejichž davy v extázi piští jeho jméno a vrhají po něm své spodní prádlo, kdykoli vyjíždí limuzínou ze svého sídla. Jeho ženou je Juanita Chicata, nejžádanější modelka na světě s výbušnou povahou. Kocour žije na svém ostrově na gotickém hradě chráněném příkopem plným mléka a hraje hru ve stylu kriketu s živými míčky (malá chlupatá zvířátka). Toulky už ho přešly, potkal circa deset žen, s nimiž si relativně rozuměl a tak se s nimi usadil.
V realitě těla hráčů LNŽ chátrají. Kryton se rozhodne své kamarády vysvobodit z jejích spárů, ale uvízne uvnitř také. Mezitím Holly, počítač s IQ 6 000 začne senilnět a jeho inteligenční kvocient klesne na úroveň jednoho nočního hlídače parkoviště. Aby nepřišel o rozum úplně, zprovozní Listerův mluvící toustovač. Vedou společně dlouhé debaty, např. o (ne)existenci křemíkového nebe (pomocí čipu implantovaná víra robotům a strojům, aby se nevzbouřili proti člověku). Levný toustovač čip nemá, proto se Hollymu posmívá, že věří takovému nesmyslu. Pak mu sdělí, že zná způsob, jak dosáhnout zpět jeho geniality – vysokého IQ. Propojením veškerých databank na úkor životnosti. Hollyho IQ se zvedne na závratných 12 368 a on je nyní všeznalcem. Metafyzika, smysl života, vesmír – to vše je pro něj rozluštěno. Vyzývá toustovače, aby mu položil nějakou obdobnou otázku, ale ten se drží svého účelu a táže se, zdali si Holly nedá toust. Poté teprve položí správný dotaz, proč se Hollyho IQ zvedlo více než dvojnásobně oproti původní hodnotě. Došlo k chybě v propočtech, Hollyho životnost se smrskla na pouhých 3,45 minuty. Po uvědomění si tohoto faktu je Holly nucen se vypnout, aby ušetřil svůj runtime.
Rimmer v LNŽ zkrachuje a je mu zabaveno tělo. Tento negativní scénář je vyvolán jeho rozhozenou psychikou, která si přeje, aby trpěl. Po zabavení těla je pouhou zvukovou vlnou odrážející se od zdí vězení. Z něj se mu podaří uprchnout ve společnosti kriminálníků Tonta a Jimmyho Jittermanových. Jimmy si bere ze skladu Rimmerovo tělo a na Rimmera zbude tělo Trixie LaBouche – prostitutky. Nyní seznává, jak se muži dokáží k opačnému pohlaví chovat: je nucen uklízet, prát a vařit, jeho názory jsou blahosklonně přehlíženy, při pokusu o odpor je profackován. Nakonec se mu podaří kontaktovat Listera a společně pak další kamarády. Rozhodnou se pro opuštění hry.

### Trefa
Na palubě kosmické lodi Červený trpaslík nic nefunguje, motory stojí (protože se Holly vypl). Špatným zjištěním je, že se k nim v kolizním kursu blíží bludná planeta. Kocour s Listerem jsou nepoužitelní, jejich těla jsou značně oslabená. Přípravy k vyhýbacímu manéru jsou tak na bedrech Krytona s Rimmerem, kteří mají k dispozici robíky (malí pojízdní roboti). Kontrola motorů probíhá dle plánu, pak ale Rimmer udělá chybu, kvůli které je slisováno několik čet robíků. Nyní je jisté, že motory nebude možné nahodit včas. Zbývá pouze evakuace. Při sdělení této zprávy se Lister s Kocourem zmátoří. Holly vytiskne plán, jak se srážce vyhnout. Kosmik (člun Červeného trpaslíka) má vypálit termojadernou střelu do nitra slunce, vzniklá reakce má vychýlit planetu. Je to patrně nejsložitější operace v historii astronavigace. Lister plán studuje a nějak se mu nepozdává. Jakožto bývalý hráč kulečníku zpochybňuje hypotézu počítače s IQ 12 368, neboť prý má nedostatečnou boční faleš. Rimmer si klepe na čelo, a dává v domnění převahy hlasovat, kdo je pro Hollyho návrh a kdo pro Listerův. K jeho zděšení dopadne hlasování v poměru 3:1 pro Listera. Společně s Rimmerem letí David Lister do akce. Připravuje se jako za dávných časů u kulečníkových partiček v zapadlé liverpoolské putyce. Několik silných ležáků na uklidnění nervů, zamířit a PAL! Teď musí oba čekat, jak vše dopadne. Po chvíli je jisté, že přímým úderem mine. Lister ale vše proměřil tak, že planeta je nakonec složitým manévrem odkloněna a tituluje se jako „kulečníkový bůh“, „král šťouchů“ a „kníže planetárního kulábru“. Červený trpaslík je zachráněn, ale Kosmik havaruje na ledové planetě. Dave trpí hladem. Rimmerův obraz se začíná po čase měnit. Jak signál z Červeného trpaslíka slábne, hologramatická projekční jednotka přepne z dálkového na místní vysílání a Rimmer se zformuje na palubě Trpaslíka. Lister zůstává sám.
Mezitím se Rimmer pokouší zalarmovat pomoc pro Davida. Je svědkem záhadné dilatace času na lodi. Různá místa lodi mají různý čas. Je to způsobeno přítomností černé díry v blízkosti kosmického plavidla, která nasává vše v okolí.

### Svět odpadků
Světem odpadků se stala kolébka lidstva – Země poté, co byla kolonizována Sluneční soustava. Expandující civilizace dosáhla bodu, kdy křivka produkce odpadu byla strmější než rychlost kolonizace. Meziplanetární komise zhotovila studii a došla k závěru, že jedna z planet musí být určena jako rozsáhlé smetiště. V následném hlasování nezískala zaostalá Země ani jeden hlas a byla vybrána pro ukládání odpadu. Při jednom shozu odpadků z popelářské kosmické lodi dojde k havárii, načež exploduje methanová atmosféra, spustí se termojaderné reakce v jaderných elektrárnách a Země se urve ze své oběžné dráhy a opouští Sluneční soustavu zamořenou lidmi, kteří jí přivodili zkázu. V chladném vesmíru její povrch zamrzne. Po milionech let se stane součástí „planetárního kulábru“ hraného Listerem. Je to právě Země, na níž David s Rimmerem ztroskotá. Přestože Dave toužil po návratu domů, představoval si ho jinak. Doba ledová začíná povolovat a planeta ožívá. Lister má pocit, že jej jako Gaia pronásleduje, aby se mu pomstila za příkoří způsobené člověkem. Málem ho zabije kyselý déšť. Při divoké naftové bouři slíbí Zemi, že může pracovat na nápravě. Naftová bouře přejde a spustí se hojivý déšť čisté vody. Lister lačně pije. Záhy narazí na další tvory na planetě, obrovské šváby, s nímiž se seznámí a de facto je domestikuje. Postupně vybuduje na kousku půdy soběstačnou farmu.
Toustovač mezitím poučuje zbývající členy posádky o překonání nástrahy v podobě černé díry. Je nutné dosáhnout superluminální rychlosti, aby bylo možno proletět kolem její singularity. Při průletu černou dírou zažijí zcela nové stavy, např. „špagetizaci“. Při ní se jednotliví členové protáhnou do plochých nudlí, vzájemně se propletou a díky tomuto blízkému kontaktu empaticky pochopí jeden druhého. Dle Hollyho teorie je ve středu singularity omnizóna, brána do dalších šesti vesmírů. Průlet černou dírou se zdaří a posádka může konečně pátrat po Listerovi. Kryton s toustovačem si berou člun zvaný Modrý skrček, Rimmer s Kocourem Bílého obra. Právě Rimmerovi s Kocourem se podaří najít Listera na jeho farmě. Je mu nyní 61 let. Kvůli dilataci času způsobené vlivem černé díry se šestnáct dní z pohledu posádky Červeného trpaslíka protáhlo na 34 let ve skutečném vesmíru. Kryton s toustovačem narazí také na Listera, to je však nebezpečný polymorf živící se emocemi. Sice ho přemůžou, ale životaschopný zbytek polymorfa se dostane na palubu Červeného trpaslíka, kde se nakrmí emocemi jednotlivých členů. Lister přijde o strach, Kocour o svou marnivost, Kryton o provinilost a Rimmer o vztek. Nakonec se jim se štěstím podaří polymorfa zlikvidovat a jejich emoce se jim vrátí. Přitom však zemře Dave Lister, prodělá infarkt myokardu.

### Konec, a co bylo potom
Zbývající členové Červeného trpaslíka mu vystrojí pohřeb a rakev odpálí do kosmického prostoru. Když informují o události Hollyho, ten dostane nápad, jak Listera zachránit. Musí ho zavézt omnizónou do vesmíru č. 3 na planetu Zemi, kde události probíhají opačně – pozpátku. Tam Lister obživne a postupně omládne.
Když Lister prodělá svůj návrat k životu na zpátečnické planetě, najde v novinách vzkaz, že si ho za 36 let vyzvednou. Už zase ho nechali samotného na cizí podivné planetě. Když se dostane do domku, který má být nadlouho jeho domovem, čeká ho tam překvapení. Na zahradě stříhá živý plot z jasmínu Kristina Kochanská.
| „                                          | Lepší než život operovala výlučně na podprahové úrovni... Tajemství návykovosti LNŽ spočívalo v tom, že hráčům poskytovala věci, o nichž vůbec netušili, že po nich touží, a které vytahovala z jejich podvědomí. | “ |
| — Rob Grant, Doug Naylor - Lepší než život | |   |